# Philipp von Schulthess
Philipp von Schulthess (* 23. März 1973 in Zürich) ist ein deutsch-schweizerischer Schauspieler.

## Leben
Von Schulthess ist der Sohn von Konstanze von Schulthess, der jüngsten Tochter von Nina Schenk Gräfin von Stauffenberg und Claus Schenk Graf von Stauffenberg. Er arbeitete mehrere Jahre als Investmentbanker, bevor er sich für eine Ausbildung zum Schauspieler entschied. „Ich stamme aus einer Familie, die zu konservativ ist, um eine solche Berufswahl zu akzeptieren“.
Nach der Ausbildung an der London Academy of Music and Dramatic Art war er zunächst in mehreren Theaterproduktionen zu sehen. Er wurde vor allem durch seine Mitwirkung am Film Operation Walküre – Das Stauffenberg Attentat bekannt, in dem die Geschichte seines Großvaters erzählt wird. Es war zugleich sein Kinodebüt.
Von Schulthess ist seit 2010 verheiratet.
Er lebt in Herrliberg und ist als Unternehmer tätig.

## Rollen (Auswahl)

### Theater
Während seiner Ausbildung in London stand von Schulthess unter anderem als Ödipus und MacBeth auf der Bühne. Nach seinem Abschluss 2005 spielte er im Londoner MacOwan Theatre und auf dem Edinburgh Festival Fringe. Erstmals auf einer deutschsprachigen Bühne trat er 2007 an der Seite von Maria Becker im Zürcher Bernhardtheater in August Strindbergs Drama Der Vater auf.

### Fernsehen
Im Fernsehen war von Schulthess bisher in einer Folge der Schweizer Fernsehserie Tag und Nacht und einmal in der deutschen Krimiserie Ein Fall für zwei zu sehen.

## Operation Walküre
Seine Mitwirkung an der Verfilmung des Attentats vom 20. Juli 1944 brachte ein großes Medienecho hervor. Als einer der Enkel des Grafen von Stauffenberg war seine Teilnahme an dem Film in der Familie wie auch in der Presse und Öffentlichkeit umstritten. Unter anderem hatte sich sein Onkel Berthold, der älteste Sohn Stauffenbergs, bereits in der frühen Planungsphase sehr kritisch zum Film geäußert, da er eine „hollywoodhafte“ Darstellung befürchtete, vor allem wegen der Besetzung der Hauptrolle mit Tom Cruise.
Teilweise wurde behauptet, von Schulthess habe die Rolle als Fabian von Schlabrendorff, Adjutant Henning von Tresckows, nur bekommen, um dem Film durch Mitwirkung eines Verwandten von Stauffenbergs eine Art „Generalabsolution“ zu erteilen. Von Schulthess gab zu, diesbezüglich anfänglich Bedenken gehabt zu haben. Während der Dreharbeiten jedoch sagte von Schulthess, aufgrund der Professionalität, mit der Cruise an den Film gehe, sei jede Kritik an dessen Person und dem Film ungerechtfertigt.
Der Medienpräsenz des Films bereits vor dem Kinostart am 22. Januar 2009 war die Mitwirkung des Stauffenberg-Enkels in jedem Falle zuträglich: Von Schulthess war in diesem Zusammenhang ein gefragter Interviewpartner in Fernsehen und Presse. So war er unter anderem bei Beckmann zu Gast und gab Interviews in der Welt am Sonntag, den Stuttgarter Nachrichten und der Berliner Zeitung.